# Felix Agu
Felix Agu (Osnabrück, 27 settembre 1999) è un calciatore nigeriano con cittadinanza tedesca, difensore del Werder Brema.

## Caratteristiche tecniche
È un terzino sinistro molto rapido che predilige la fase offensiva.

## Carriera

### Club
Cresciuto nel settore giovanile dell'Osnabrück, debutta in prima squadra il 28 aprile 2018 in occasione dell'incontro di 3. Liga perso 2-0 contro il Carl Zeiss Jena; poche settimane dopo firma il suo primo contratto professionistico con il club tedesco. Il 22 dicembre seguente realizza la sua prima rete in carriera siglando il gol del definitivo 2-1 contro il Kickers Würzburg; al termine della stagione vince il campionato centrando la promozione in 2. Bundesliga.
Il 6 febbraio 2020 si trasferisce al Werder Brema firmando un contratto valido a partire dalla stagione seguente. Debutta con il suo nuovo club il 26 novembre seguente subentrando nella ripresa dell'incontro di Bundesliga pareggiato 1-1 contro il Bayern Monaco; il 16 gennaio 2021 segna la sua prima rete in massima divisione segnando il gol del definitivo 2-0 contro l'Augusta.

### Nazionale
Nel 2019 ha giocato 2 partite con la nazionale tedesca Under-21.
Successivamente, grazie alle sue origini, viene convocato in nazionale nigeriana nel maggio 2025, esordendo il 31 dello stesso mese nella gara del torneo amichevole Unity Cup vinta 4-5 ai tiri di rigore contro la Giamaica.

## Statistiche
Statistiche aggiornate al 30 gennaio 2021.

### Presenze e reti nei club
| Stagione         | Squadra          | Campionato       | Campionato | Campionato | Coppe nazionali | Coppe nazionali | Coppe nazionali | Coppe continentali | Coppe continentali | Coppe continentali | Altre coppe | Altre coppe | Altre coppe | Totale | Totale | Totale |
| Stagione         | Squadra          | Comp             | Pres       | Reti       | Comp            | Pres            | Reti            | Comp               | Pres               | Reti               | Comp        | Pres        | Reti        | Pres   | Reti   |        |
| ---------------- | ---------------- | ---------------- | ---------- | ---------- | --------------- | --------------- | --------------- | ------------------ | ------------------ | ------------------ | ----------- | ----------- | ----------- | ------ | ------ | ------ |
| 2017-2018        | Osnabrück        | 3L               | 2          | 0          | CG              | 0               | 0               |                    | -                  | -                  |             | -           | -           | 2      | 0      |        |
| 2018-2019        | Osnabrück        | 3L               | 15         | 2          | CG              | 0               | 0               |                    | -                  | -                  |             | -           | -           | 15     | 2      |        |
| 2019-2020        | Osnabrück        | 2L               | 28         | 0          | CG              | 1               | 0               |                    | -                  | -                  |             | -           | -           | 29     | 0      |        |
| Totale Osnabrück | Totale Osnabrück | Totale Osnabrück | 45         | 2          |                 | 1               | 0               |                    | -                  | -                  |             | -           | -           | 46     | 2      |        |
| 2020-2021        | Werder Brema     | BL               | 7          | 1          | CG              | 1               | 0               |                    | -                  | -                  |             | -           | -           | 8      | 1      |        |
| Totale carriera  | Totale carriera  | Totale carriera  | 52         | 3          |                 | 2               | 0               |                    | -                  | -                  |             | -           | -           | 54     | 3      |        |

### Cronologia presenze e reti in nazionale
| Cronologia completa delle presenze e delle reti in nazionale ― Nigeria | Cronologia completa delle presenze e delle reti in nazionale ― Nigeria | Cronologia completa delle presenze e delle reti in nazionale ― Nigeria | Cronologia completa delle presenze e delle reti in nazionale ― Nigeria | Cronologia completa delle presenze e delle reti in nazionale ― Nigeria | Cronologia completa delle presenze e delle reti in nazionale ― Nigeria | Cronologia completa delle presenze e delle reti in nazionale ― Nigeria | Cronologia completa delle presenze e delle reti in nazionale ― Nigeria |
| Data                                                                   | Città                                                                  | In casa                                                                | Risultato                                                              | Ospiti                                                                 | Competizione                                                           | Reti                                                                   | Note                                                                   |
| ---------------------------------------------------------------------- | ---------------------------------------------------------------------- | ---------------------------------------------------------------------- | ---------------------------------------------------------------------- | ---------------------------------------------------------------------- | ---------------------------------------------------------------------- | ---------------------------------------------------------------------- | ---------------------------------------------------------------------- |
| 31-5-2025                                                              | Brentford                                                              | Giamaica                                                               | 2 – 2 (4 – 5 dtr)                                                      | Nigeria                                                                | Amichevole                                                             | -                                                                      | 83’                                                                    |
| Totale                                                                 |                                                                        | Presenze                                                               | 1                                                                      |                                                                        | Reti                                                                   | 0                                                                      |                                                                        |

## Palmarès
- 3. Liga: 1

Osnabrück: 2018-2019